# Бойкот

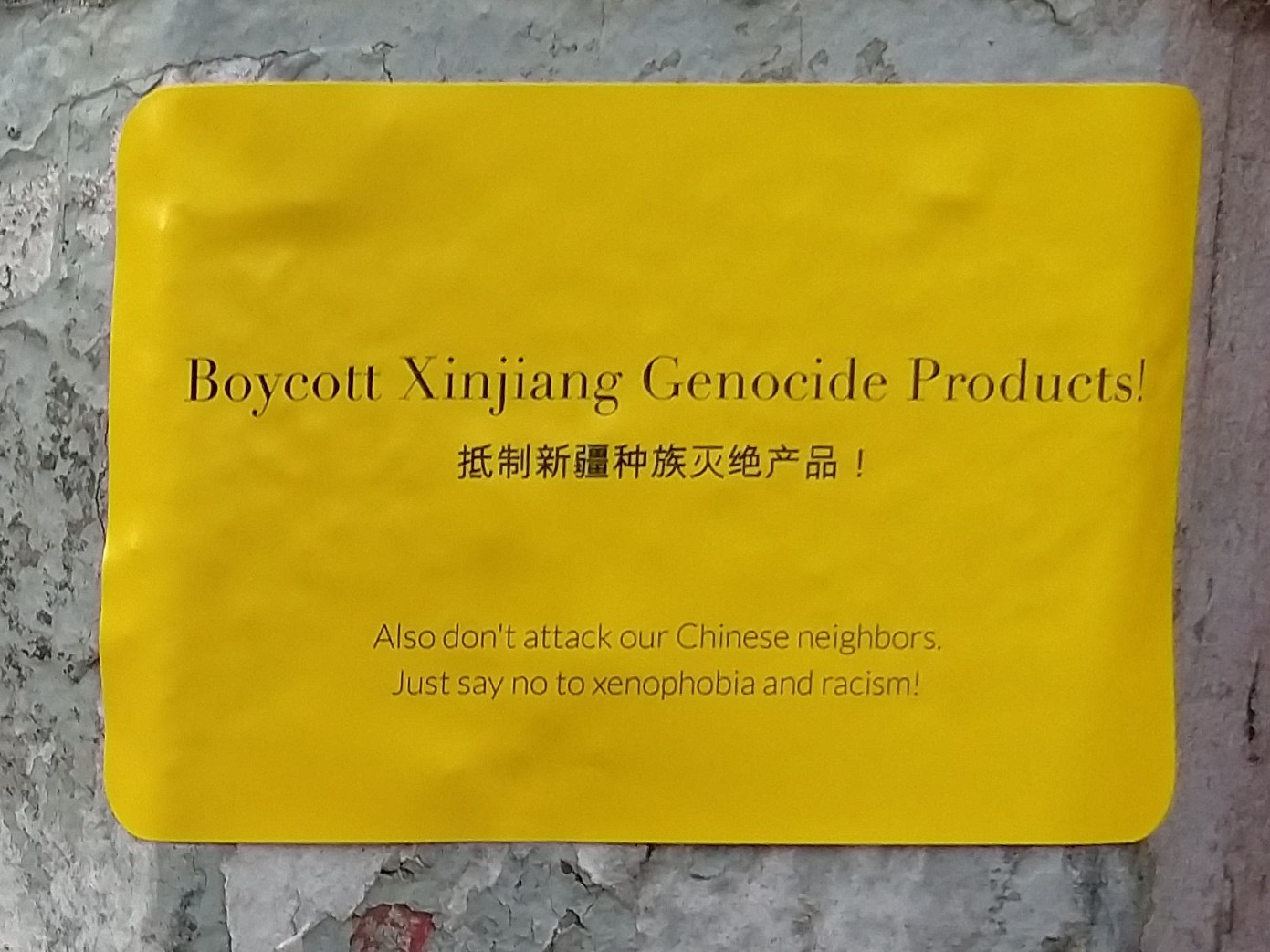
Листівка у кампусі Нью-Йоркського університету: «Бойкотуйте продукти геноциду в Сіньцзяні! Також не нападайте на наших китайських сусідів. Просто скажи „ні“ ксенофобії та расизму!», 2020 рік

Бойко́т (англ. boycott) — спосіб політичної та економічної боротьби, що припускає повне або часткове припинення стосунків з якою-небудь державою, організацією, установою або окремою особою. Наприклад, відмова найматися на роботу, купувати продукцію якогось підприємства.
Слово «бойкот» походить від імені англійського управителя маєтку капітана Чарлза Бойкотта, який утискав фермерів і стосовного якого 1880 року вперше було застосовано цей захід ірландськими орендарями. Авторитетні ірландські організації наказали, щоб ніхто з ірландців не працював у нього на ланах. Для охорони півсотні своїх штрейкбрехерів Англія змушена була підключити велику кількість військ. Як наслідок, управитель після одного такого збору врожаю переїхав назад в Англію.
Бойкот у міжнародних відносинах, за Статутом ООН, — один із примусових заходів (без застосування збройних сил) для підтримки миру. Полягає у відмові держави підтримувати стосунки з якою-небудь державою або групою держав.
Економічний бойкот у практиці міжнародних економічних відносин — форма економічної боротьби, засіб економічного впливу на інші країни, а також знаряддя втручання у їхні внутрішні справи, припинення відносин на знак протесту.
У переносному значенні вживається як припинення відносин з ким-небудь на знак протесту проти чого-небудь.